# اوفالون (ایلینوی)
اوفالون، ایلینوی (به انگلیسی: O'Fallon, Illinois) یک شهر در ایالات متحده آمریکا با جمعیت ۲۸٬۲۸۱ نفر است که در ایلی‌نوی واقع شده‌است.

## موقعیت جغرافیایی
موقعیت جغرافیایی شهرها و مناطق اطراف به شرح زیر است:

## نگارخانه

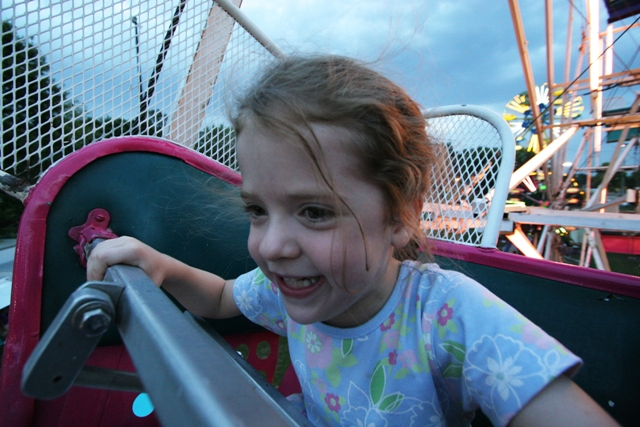
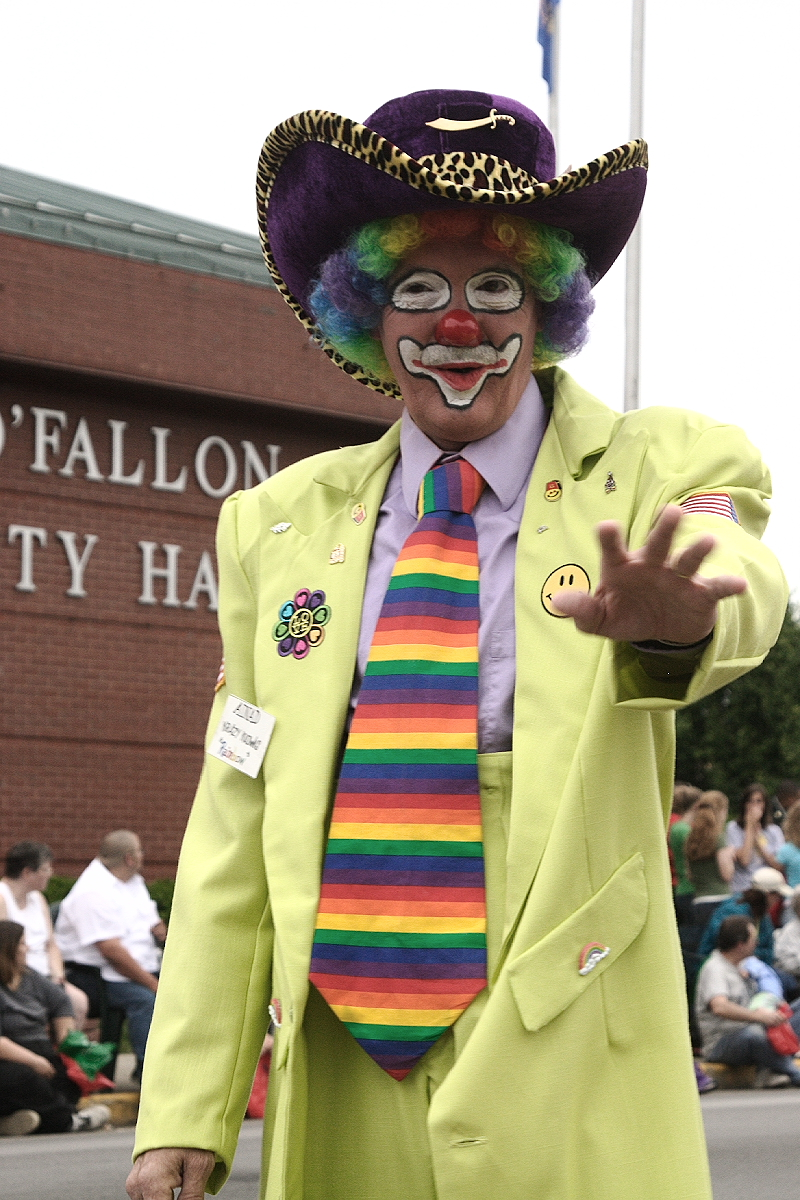
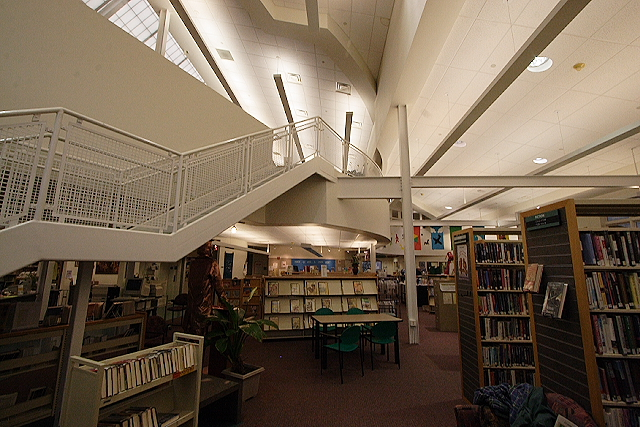
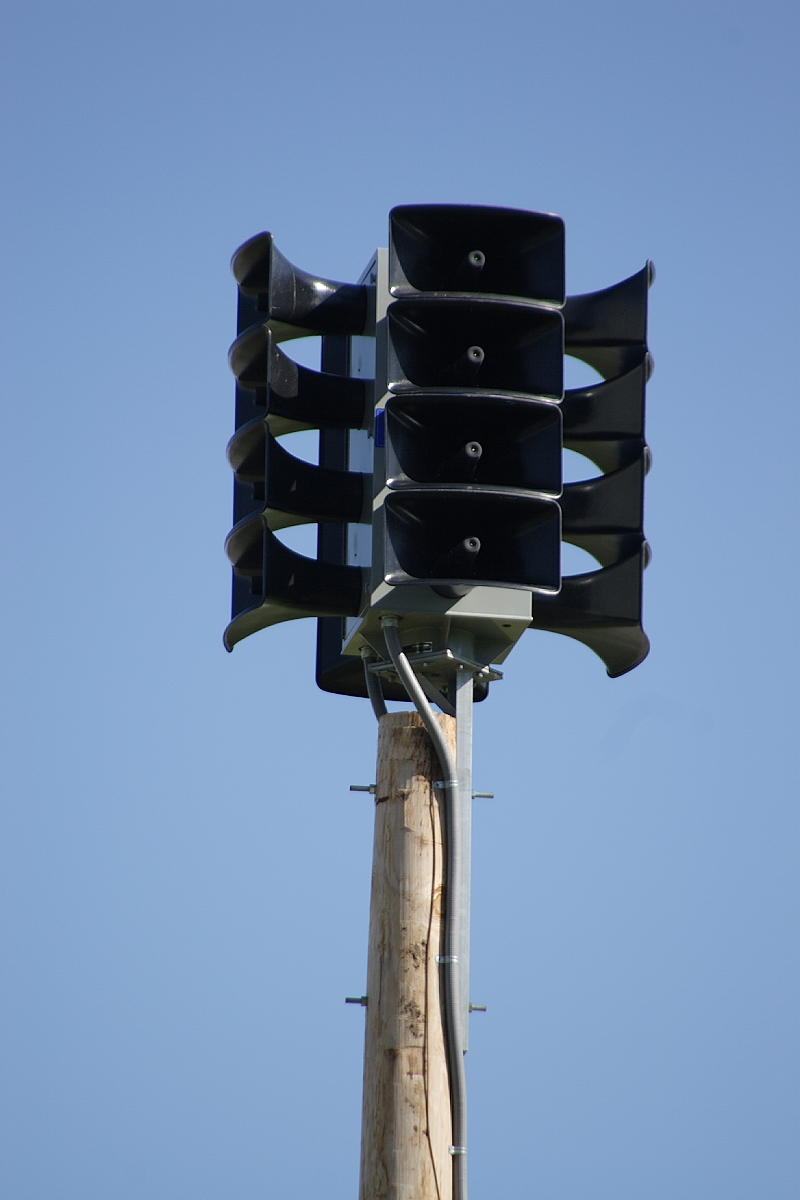